# Venta de Borondo
La Venta de Borondo es un inmueble ubicado en el extremo sur del término municipal español de Daimiel. Esta antigua venta cuenta con el estatus de bien de interés cultural.

## Ubicación

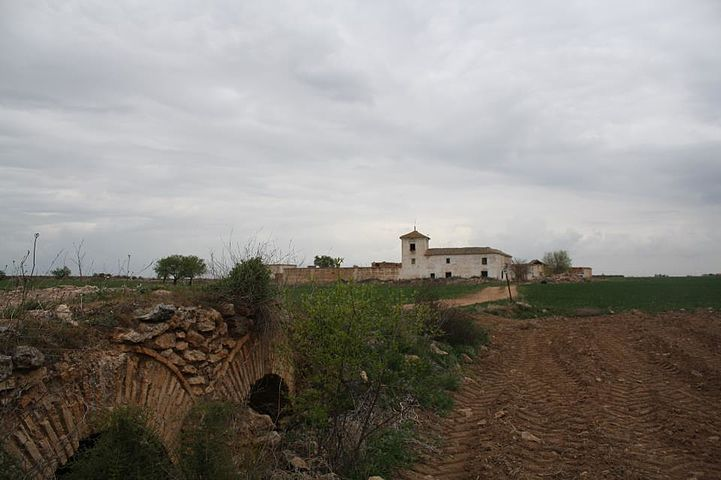
Venta de Borondo (abril de 2011)

Queda situada en el margen oriental del Campo de Calatrava, en el centro de la provincia de Ciudad Real. Se encuentra dentro del paraje denominado campos de Ureña, en la falda norte de Sierra Pelada, lindero con los términos de Manzanares al este, al sur con el anejo del Pardillo del término de Almagro, y a 1 km del término de Bolaños de Calatrava al oeste.
Linda al sur con el camino real de Alicante a Ciudad Real, hoy denominado en este tramo camino de Almagro, que une Manzanares con Bolaños y Almagro, y cercano al camino del Pardillo, que conduce directamente al santuario de Nuestra Señora del Monte cuya distancia con la venta es de 6,8 km. También pasa al norte de la parcela el camino de las Carretas.

## Historia

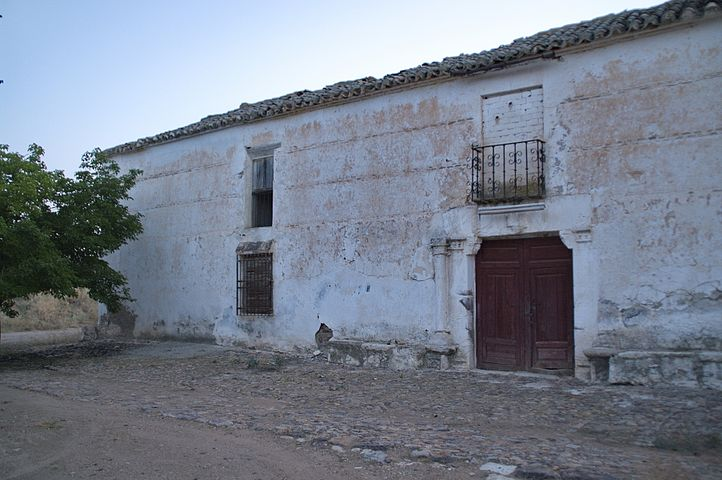
Fachada principal

Las ventas o posadas tienen en España una tradición histórica. Desde tiempos de los romanos, cuando se usaban como lugares de descanso y avituallamiento para personas y animales, pasan a convertirse en el siglo XV en una especie de albergues, que marcaban las etapas de los largos viajes que se realizaban en aquellos tiempos. De las ventas cervantinas, citadas ya en 1575 en las Relaciones Topográficas, quedan algunas, integradas y formando parte del paisaje manchego, con sus zócalos de color añil; color éste muy generalizado en las construcciones manchegas, heredado de los árabes.
Son numerosas las referencias hechas a las ventas por Cervantes en El Quijote: «En toda venta no había ventana que saliese al campo, sino un agujero de un pajar, por donde echaban la paja»; «del agujero que a él le pareció ventana, como conviene que las tengan tan ricos castillos como el se imaginaba que era aquella venta».
La Venta de Borondo representa un modelo de arquitectura surgido en el siglo XVI para atender a las necesidades de los caminantes, cuya relación con los caminos históricos le presta una innegable singularidad.
A partir de julio de 2022, pasa a ser de titularidad municipal tras la donación pura de los propietarios.

## Descripción

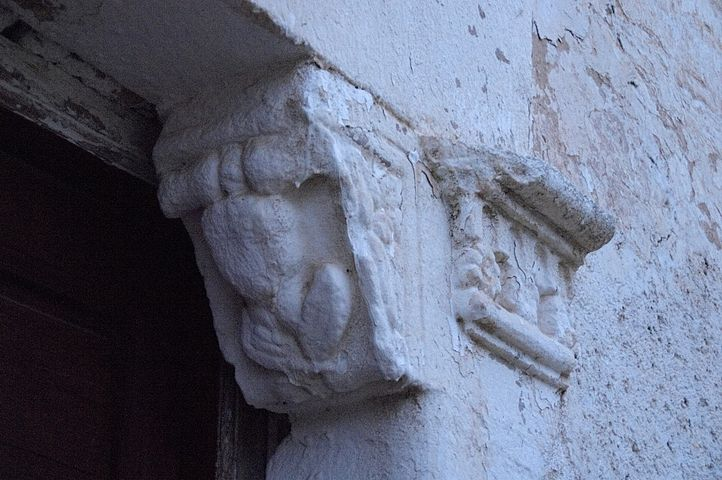
Detalle de la portada: ménsula derecha.

El elemento principal de la venta es una construcción de planta rectangular, con dos plantas y torreón en la esquina suroeste, con un patio central de distribución. La fachada principal se orienta al este y tiene dos pisos con tres vanos en cada planta, que presentan una cierta simetría respecto del eje central. El acceso principal se realiza en esta fachada por una puerta de doble hoja en su punto central, que tiene exteriormente dos medias columnas adosadas al muro, flanqueando la puerta, sobre basamentos, con capiteles y friso incompleto, faltando una de las medias columnas, fuste y capitel. A ambos lados hay ventanas rectangulares de proporciones verticales, con rejas de hierro salientes de fachada. La puerta cuenta a ambos lados con sendos poyetes de fábrica.

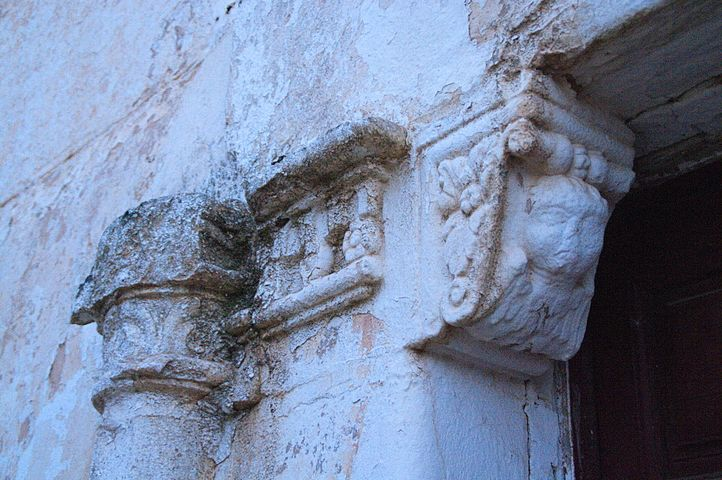
Detalle de la portada: ménsula izquierda.

La planta rectangular tiene un cuerpo construido en todo su perímetro, dejando en el centro del mismo un gran patio, en el cual hay un pozo con brocal y un pilón-abrevadero, todo en piedra labrada. Delante de la casa, a modo de parador, hay un solado de unos seis metros de ancho, empedrado, con líneas marcadas con piedras perpendiculares a la fachada, situadas cada 70 u 80 centímetros, entre las cuales se realiza un empedrado irregular. En la parte derecha encontramos un primer cuarto de planta casi cuadrada al que se accede directamente desde el zaguán de entrada. En el lateral derecho una escalera de dos tramos, perpendiculares al patio y con arranque desde el mismo patio, comunica con la planta superior, y a continuación un conjunto de cocina y cuadra.
El frente oeste del patio está ocupado por dos espacios, el primero repite el esquema anterior de cocina, y paso al corral oeste, el segundo se trata de una gran cuadra, con acceso directo desde el patio. En la esquina se dispone de un espacio comunicado con las cuadras, donde se sitúa una escalera que lleva a la planta superior, destinada a palomar. El acabado de las fachadas es encalado, con el portón de color rojo en su centro, líneas horizontales de las verdugadas de ladrillo de tejar, que separan los cajones de los tapiales, destacando en la planta superior los huecos de ventanas que dejan un gran plano ciego en el conjunto rematado por la línea de cornisa y el plano de cubierta de teja árabe.

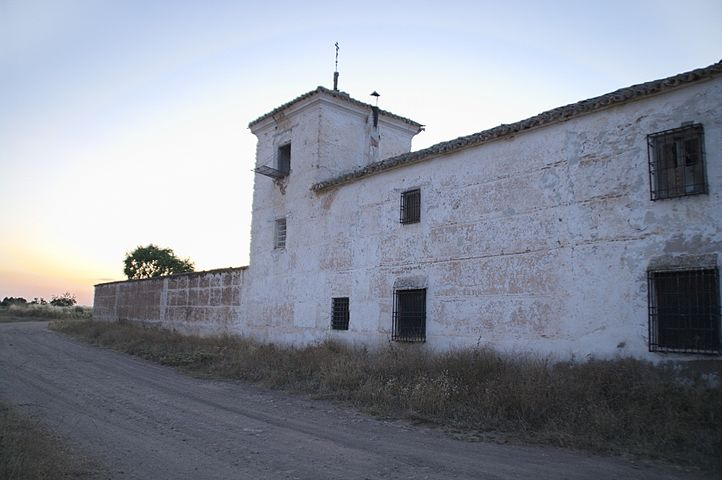
Fachada lateral.

En el lateral sur, el volumen de la casa se prolonga con los grandes muros de cerramiento, que continúan la zona de cuadras, encalados y dejando ver la textura y la estructura constructiva de su interior; también hay dos corrales, con dos pequeñas cuadras en pie junto al muro de cerramiento del contorno de la venta. Mientras que en el lado este de la venta se dispone un gran corral, con edificaciones adosadas al cerramiento.
A unos 30 metros al noroeste se sitúa un palomar, de construcción más moderna que la venta, aunque de técnica constructiva similar, de planta cuadrada, con hueco central de entrada de palomas, sin ventanas, de doble altura y cubierta a un agua hacia el hueco, en sus cuatro lados, con un patio o cercado previo a la puerta de entrada, encalada, y en buen estado.

## Estado de conservación

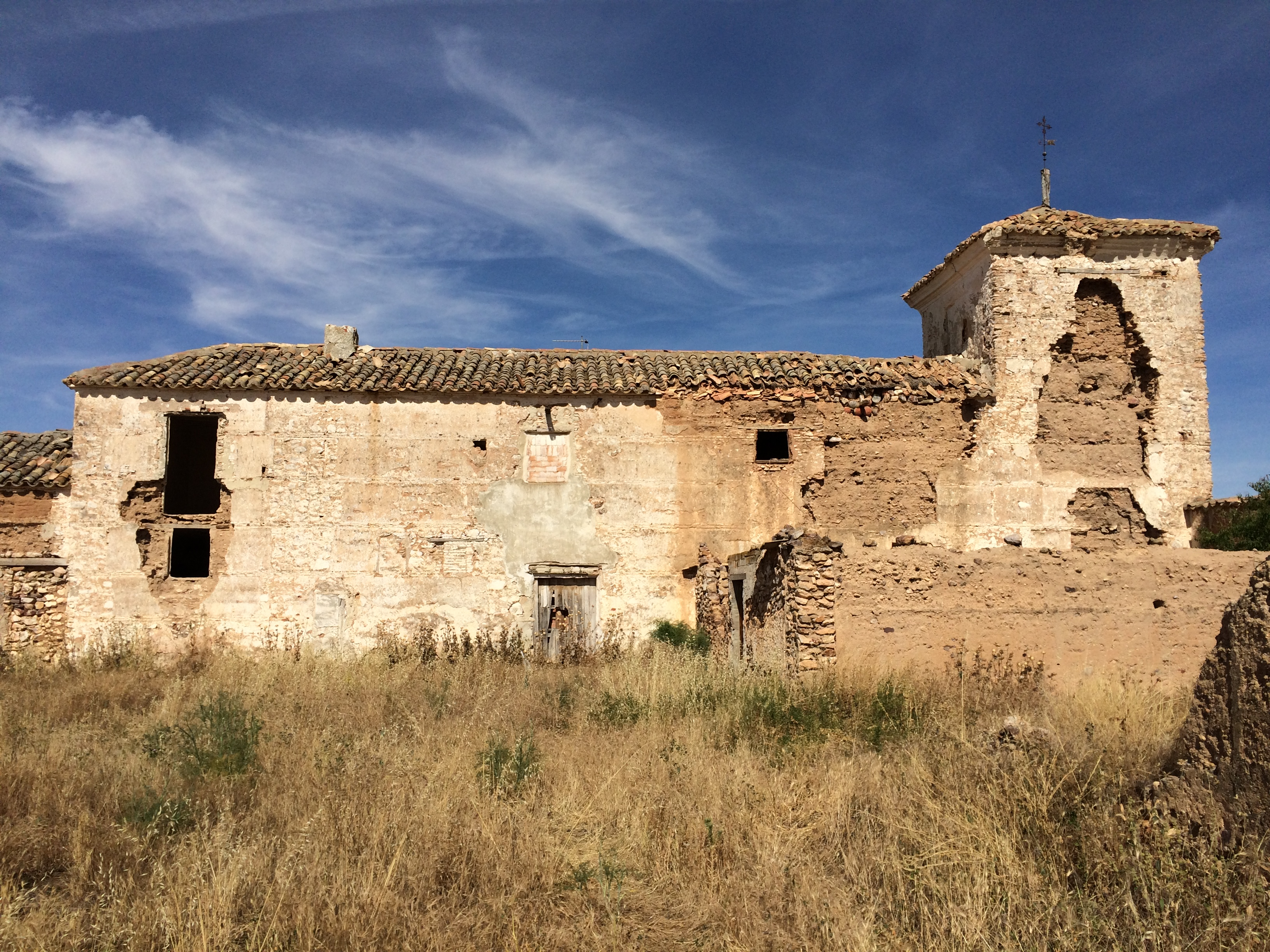
Detalle de los corrales.

Los intentos de conservación han sido constantes desde los años ochenta para su protección como monumento histórico-artístico. No han faltado artículos en prensa local, comarcal y provincial en los que se trate su importancia y necesidad de conservación. Incluso la novela de José Aranda de 1998, "La Venta de Borondo".
En 2007 quedó declarada bien de interés cultural con la categoría de monumento. En 2011 la venta fue objeto de un proyecto final de carrera en Ingeniería de Edificación para la realización de una propuesta de restauración y consolidación. En 2013 fue incluida en la Lista Roja del Patrimonio elaborada por la asociación Hispania Nostra.
En 2016 el estado de la venta era de ruina casi inminente y su torreón se encontraba en peligro de desplome. Ante esta situación la Federación de Asociaciones Culturales "Ciudad de Daimiel" (Fedada) organizó una ruta de senderismo reivindicativa. Este hecho y otra serie de motivaciones darían lugar al nacimiento de la Asociación Cultural Venta de Borondo y Patrimonio Manchego, que tiene como objetivo investigar, difundir y salvaguardar la Venta de Borondo y la arquitectura popular manchega.
En 2018 se ejecutó una intervención de urgencia sobre el torreón suroeste. El promotor de las obras fue la Asociación Cultural Venta de Borondo y Patrimonio Manchego que contó con una ayuda para las áreas de influencia socioeconómica de Parques Nacionales de Castilla-La Mancha, el apoyo de la Fundación Soliss y de la empresa J. García Carrión.